# 中心医院站 (青岛市)
中心医院站，位于中华人民共和国山东省青岛市市北区四流南路与开封路交叉口青岛市中心医院西北侧地下，是青岛地铁1号线的[地铁车站]]，于2021年12月30日启用。
本站是青岛地铁90年代第一次规划建设“两站一区间”时建成的两座车站之一（另一座为青岛站），建设时原名青纺医院站，后在地铁1号线正式修建时，随更名后的青岛市中心医院改为现名。
站台宽9.6m。

## 车站构造
| 地面 |                    | A-B出入口                          |  |  |
| B1层 | 站厅               | 客服中心、自动售票机、进出站闸机   |  |  |
| B2层 |                    | 1号线 往王家港（水清沟）           |  |  |
|      | 岛式站台，左侧开门 |                                    |  |  |
|      |                    | 1号线 往东郭庄（胜利桥（纺织谷）） |  |  |